# Torić
Torić (cyr. Торић) – wieś w Bośni i Hercegowinie, w Republice Serbskiej, w gminie Bileća. W 2013 roku liczyła 29 mieszkańców.